# 堅尼地道

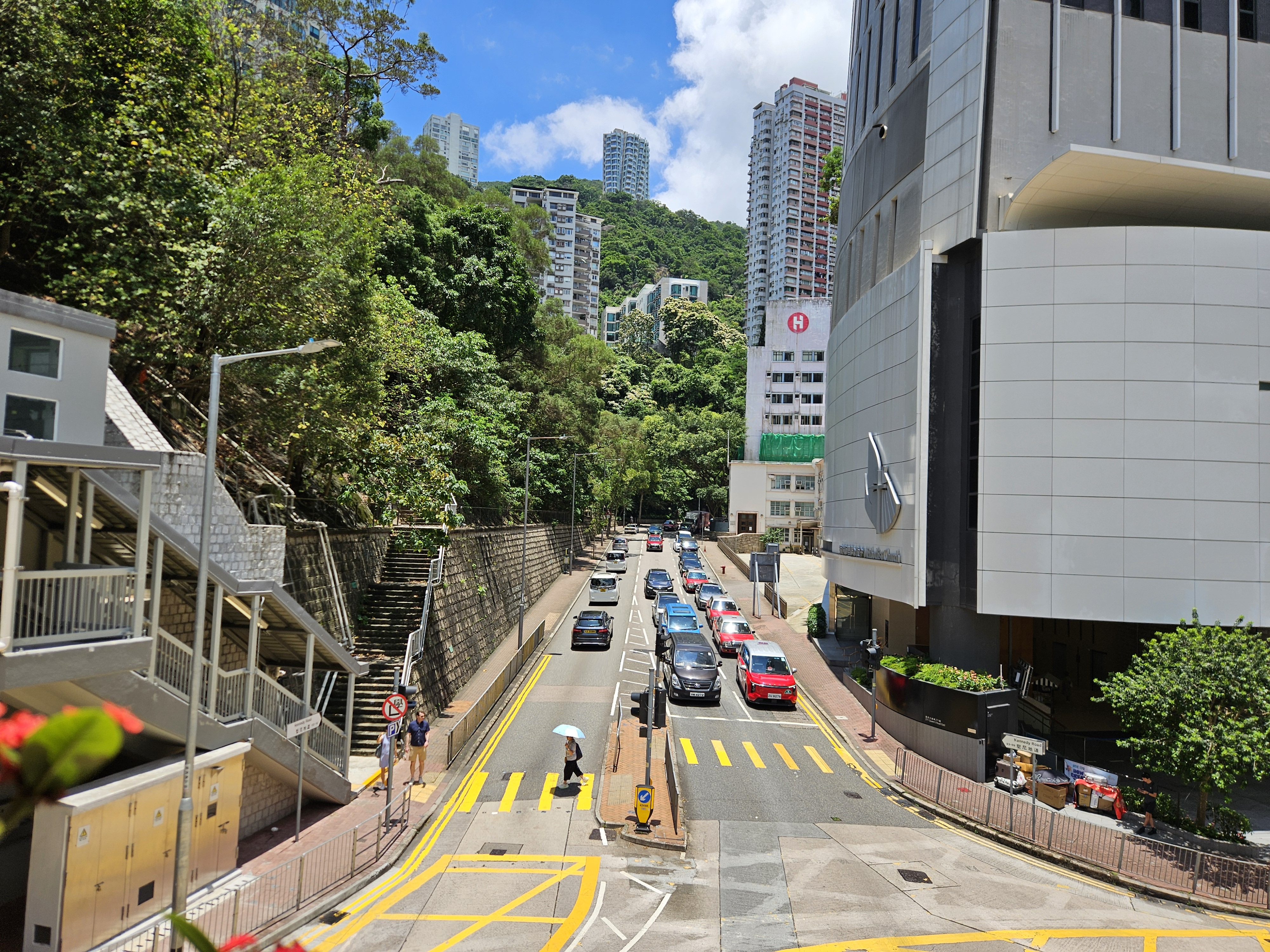
堅尼地道近香港華仁書院的一段

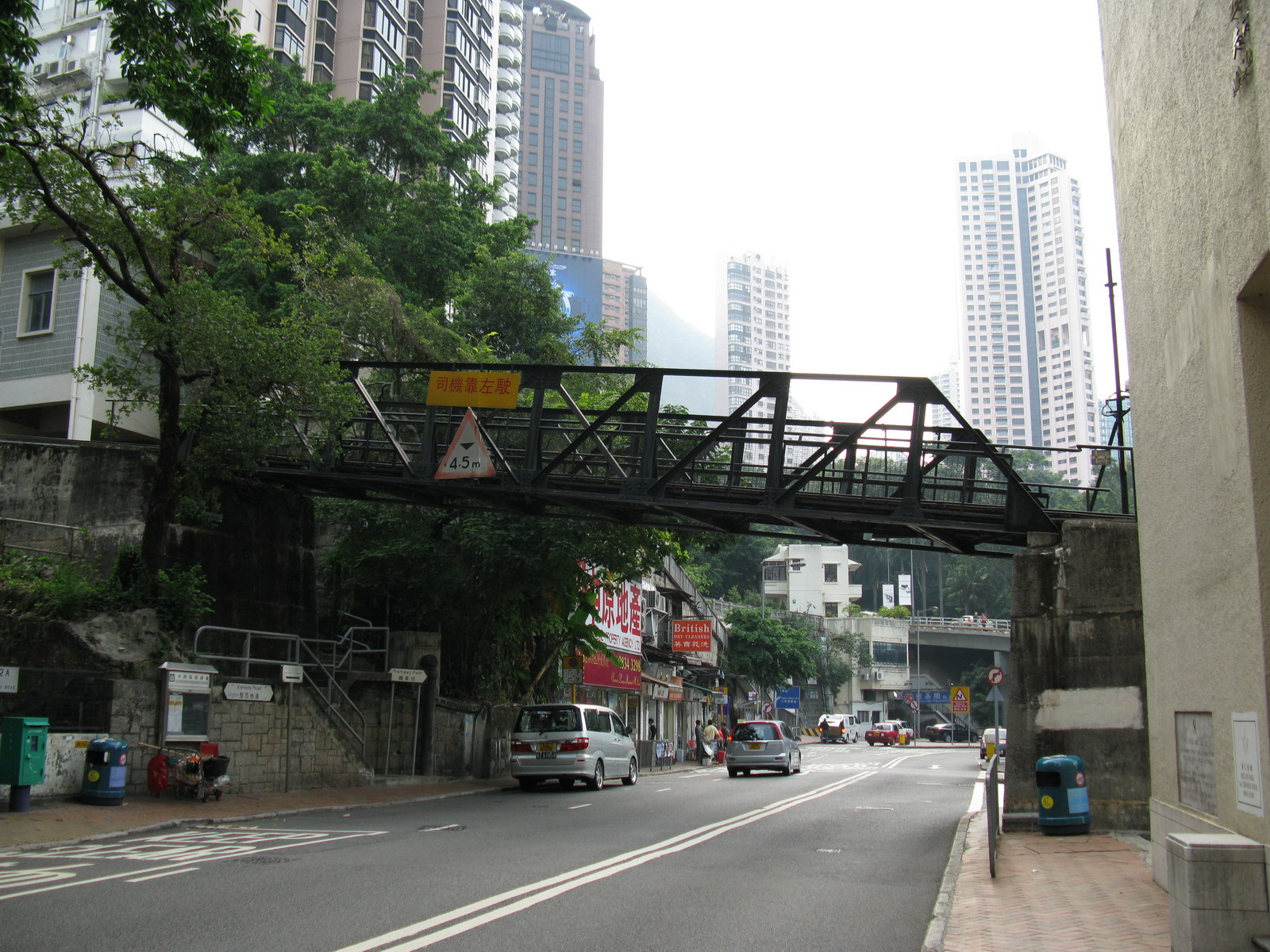
橫跨堅尼地道的山頂纜車鐵橋

堅尼地道（英語：Kennedy Road），位於香港中半山及灣仔，是香港島中半山一條主要道路，是為紀念第七任香港總督堅尼地而命名。值得注意的是此道路大部份路段位於半山區，唯獨位於灣仔區的竹林苑以東一帶落斜屬於灣仔山腳。香港日治時期，道路曾被改名為東大正通。

## 簡介
堅尼地道東面連接皇后大道東，西面連接上亞厘畢道及花園道，依山而建，但大部路段屬平坦，只有接近與皇后大道東交界一段為斜路。在接近花園道附近有山頂纜車天橋橫跨堅尼地道，但其高度令雙層巴士不能通過。
堅尼地道一帶為老牌豪宅區，大部分住宅單位為1,000平方英尺以上，在灣仔區的堅尼地道有部分中小型單位提供屬區內罕有，亦有多間學校。

## 歷史
堅尼地道是香港繼皇后大道之後興建的第二條主要道路，因此當時亦有「二馬路」之稱。香港日治時期，堅尼地道曾被改名為「東大正通」。1970年代末期，合和實業興建合和中心，內有多部升降機連接皇后大道東出口及堅尼地道出口，使來往兩地的市民毋須再使用十多層的樓梯上落。這亦引致當時中華巴士唯一服務堅尼地道的17號線在1985年10月7日停辦。
另外，20世紀初興建此道路時，政府曾考慮近寶雲徑一段可以直線穿越域多利軍營軍火庫（今亞洲協會香港中心位置）縮短路程。不過當時駐港英軍拒絕了方案，因此道路最後需沿山繞道而建。到1990年代，軍火庫被荒廢，有計劃提出以行車天橋拉直走道，惟會拆卸歷史建築。計劃終未有實現，建築後來被保護及活化，並交由亞洲協會香港分會營運及管理。

## 未來發展
合和實業主席胡應湘建議在堅尼地道合和中心旁興建一間70多層高的大型酒店，名為Mega Tower Hotel（中文名稱暫作合和酒店），但遭到堅尼地道一帶居民的強烈反對，計劃後來在合和修改設計和降低密度之後獲城規會通過，項目已於2019年8月正式動工，原本計劃會在2022年落成，不過由於疫情關係，以及項目的工程難度比預期高，所以將會延遲到2024年方可落成，而樓高亦減到55層。
另一方面金鐘正義道在興建時已預留位置延長以接駁堅尼地道，但計劃至今仍未落實，一直作「休憩用地」用途。城市規劃委員會曾檢討是否改變該預留位置的用途，運輸署便以可能影響正義道延展計劃而提出反對。

## 沿路著名地點
- 聖若瑟書院 （堅尼地道7號及26號）
- 香港公園
- 香港視覺藝術中心 （堅尼地道7A號）
- 山頂纜車堅尼地道站
- 堅尼地道6號及8號
- 嘉賢臺
- 顏成坤大宅
- 舊英童學校（香港特別行政區前任行政長官辦公室）
- 合和中心
- 電能實業總部「港燈中心」
- 雍仁會館（香港共濟會總部）
- 嘉諾撒聖方濟各書院
- 香港鄧鏡波書院
- 聖公會聖雅各小學
- 石牆樹

## 交匯街道
- 上亞厘畢道
- 花園道
- 紅棉路
- 麥當勞道
- 波老道
- 萬茂臺
- 寶雲徑
- 堅彌地街
- 皇后大道東